# ニコラス・ブラウン
ニコラス・ブラウン（Nicholas Brown、1726年没）は、カリブ海やジャマイカで活動したイギリスの海賊。

## 経歴
1717年9月5日、イギリス国王ジョージ1世は全ての海賊に対して、1年以内に投降した者には恩赦を与えるという布告を発した。ブラウンもこの恩赦を受けた海賊の一人であったが、すぐに海賊に逆戻りし、やがてキューバのスペイン植民地総督に投降した。1722年、ブラウンと海賊仲間であるクリストファー・ウィンターはトリニダードから出航し、ジャマイカ北岸でイギリス船やプランテーションを掠奪した。さらにはセント・アンにて子供を含む16人を家ごと焼き殺すなどの虐殺を行った。これを受けてジャマイカのニコラス・ロウズ総督はトリニダードのスペイン人市長にブラウンとウィンターの身柄を要求。ところがトリニダード市長がこれを拒絶したため、ブラウンたちに懸賞金がかけられることになった。
さらに1723年、ブラウンはイスパニョーラ島の近くで300人もの奴隷を乗せたイギリス船を掠奪し、乗組員たちを漂流させた。その後、バラコアにて掠奪品を合法的な品である偽って奴隷たちを売り捌いた。
1726年11月、ブラウンはカマグエイでスループ船ポートランド号のジョン・ドラッジ船長と遭遇。奇しくもドラッジはブラウンの昔の学友であり、ブラウンが手配されていることを知っていた。ドラッジは部下を買収して海賊を追跡させ、拘束に成功したが、ブラウンは傷が元で死んでしまった。ドラッジはブラウンの首を斬り落としてラム酒に漬け、スパニッシュ・タウンの議会に出頭した。これによりドラッジは500ポンドの賞金を受け取った。

## 参考資料
- チャールズ・ジョンソン(著)、朝比奈一郎(訳)、『海賊列伝(上)』2012年2月、中公文庫
- クリントン・V・ブラック『カリブ海の海賊たち』増田義郎訳、1990年9月、新潮選書